# Nina Akamu
Pour les articles homonymes, voir Nina.
 (décembre 2023).
Si vous disposez d'ouvrages ou d'articles de référence ou si vous connaissez des sites web de qualité traitant du thème abordé ici, merci de compléter l'article en donnant les références utiles à sa vérifiabilité et en les liant à la section « Notes et références ».
Nina Akamu, née en 1955 à Midwest City, Oklahoma, est une sculptrice américaine.
Une de ses œuvres les plus connues est le Cheval de Léonard de Vinci.

## Biographie
Née en 1955 à Midwest City en Oklahoma d'un père  militaire. Nina Akamu a déménagé avec sa famille  au Japon à l'âge de 10 ans. Elle a eu une passion pour l'équitation ,ce qui l'a finalement conduit à une passion pour la sculpture de chevaux.
En 1969, sa famille est retournée à Delaware aux États-Unis, où Akamu a obtenu son diplôme d'études secondaires. Elle a étudié avec le peintre et anatomiste américain Joseph Sheppard . Etudes sanctionnées en 1977 par un baccalauréat au Maryland Institute College of Art,en beaux-arts et peinture.